# Симфонія № 8 (Бетховен)
Симфо́нія № 8 ор.93 Бетховена, фа мажор, написана у 1812 році. Складається з 4-х частин:
1. Allegro vivace e con brio
2. Scherzando: Allegretto
3. Tempo di Menuetto
4. Allegro vivace

Написана для подвійного складу симфонічного оркестру. Тривалість — близько 26 хв.